# George Bähr
George Bähr  (Fürstenwalde, ma Altenberg része,  1666. március 15. — Drezda, 1738. március 16.) német építész, a drezdai barokk egyik nagymestere. Főműve a drezdai Frauenkirche.

## A Frauenkirche
Bähr főműve a drezdai Frauenkirche, Németország legmonumentálisabb protestáns temploma, amelynek mesteri alaprajzában a protestáns istentisztelet minden problémája mintaszerűen van megoldva. A templom homlokzata nemes és előkelő s végtelenül finomvonalú kőkupolája jellegzetesen illeszkedik bele Drezda városképébe.

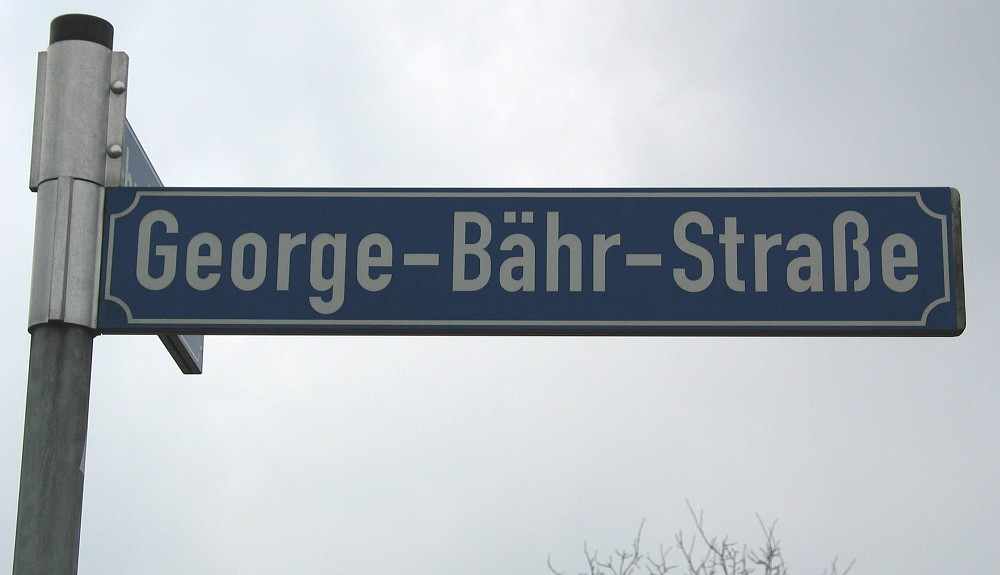
A lipcsei utcatábla

## Egyéb művei
A Frauenkirchén kívül kisebb templomokat is épített s a profán építészet terén is működött. A  legszebb világi műve a drezdai Hôtel de Saxe, részben palladiánus reminiscenciákat felidéző, részben barokk szellemű gazdag homlokzatával. 

## Emlékezete
Lipcsében, Drezdában és Forchheim utcákat neveztek el róla. 

## Képgaléria

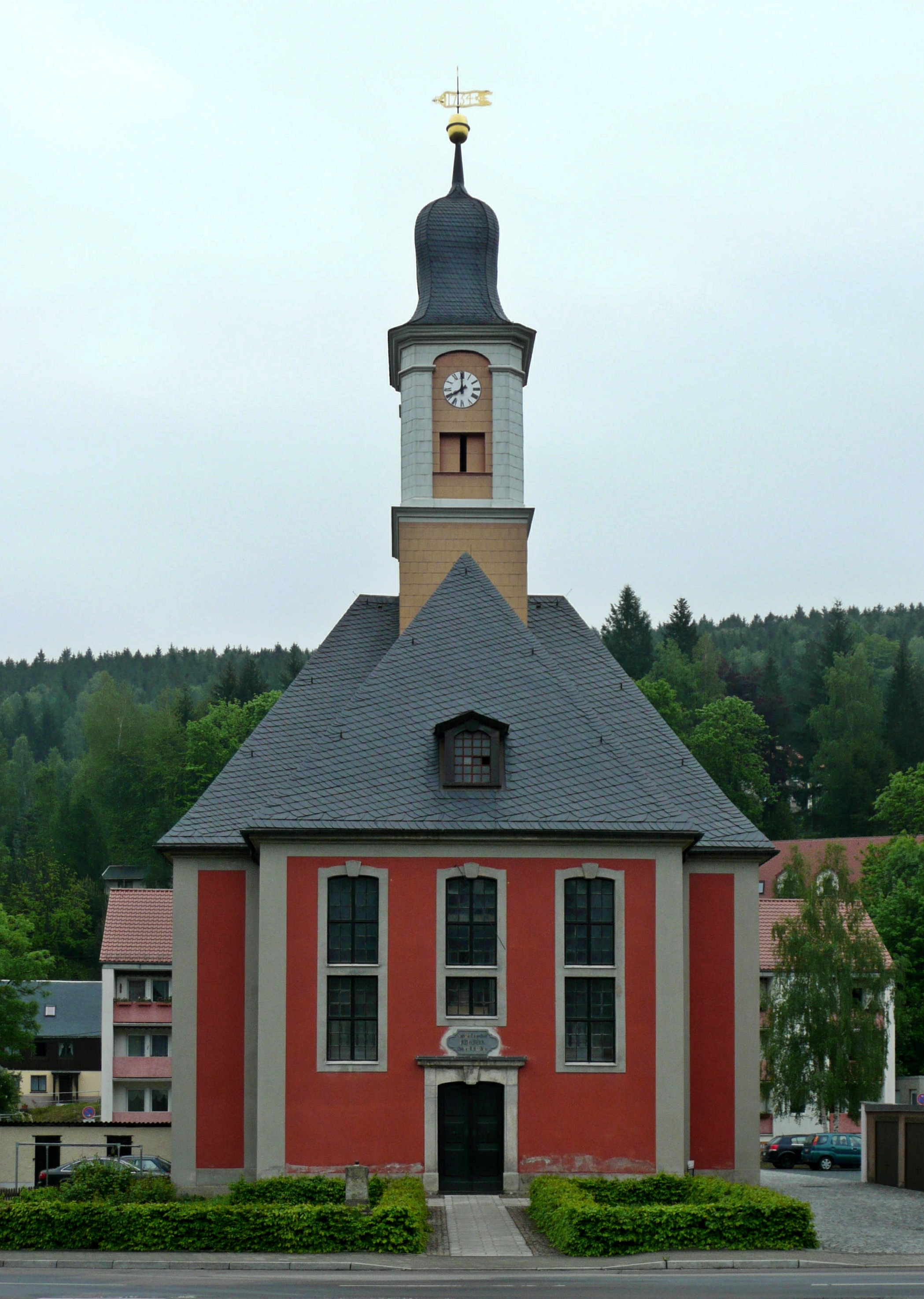
Schmiedeberg: Szentháromság-templom (Kirche zur Heiligen Dreifaltigkeit, 1713–1716)
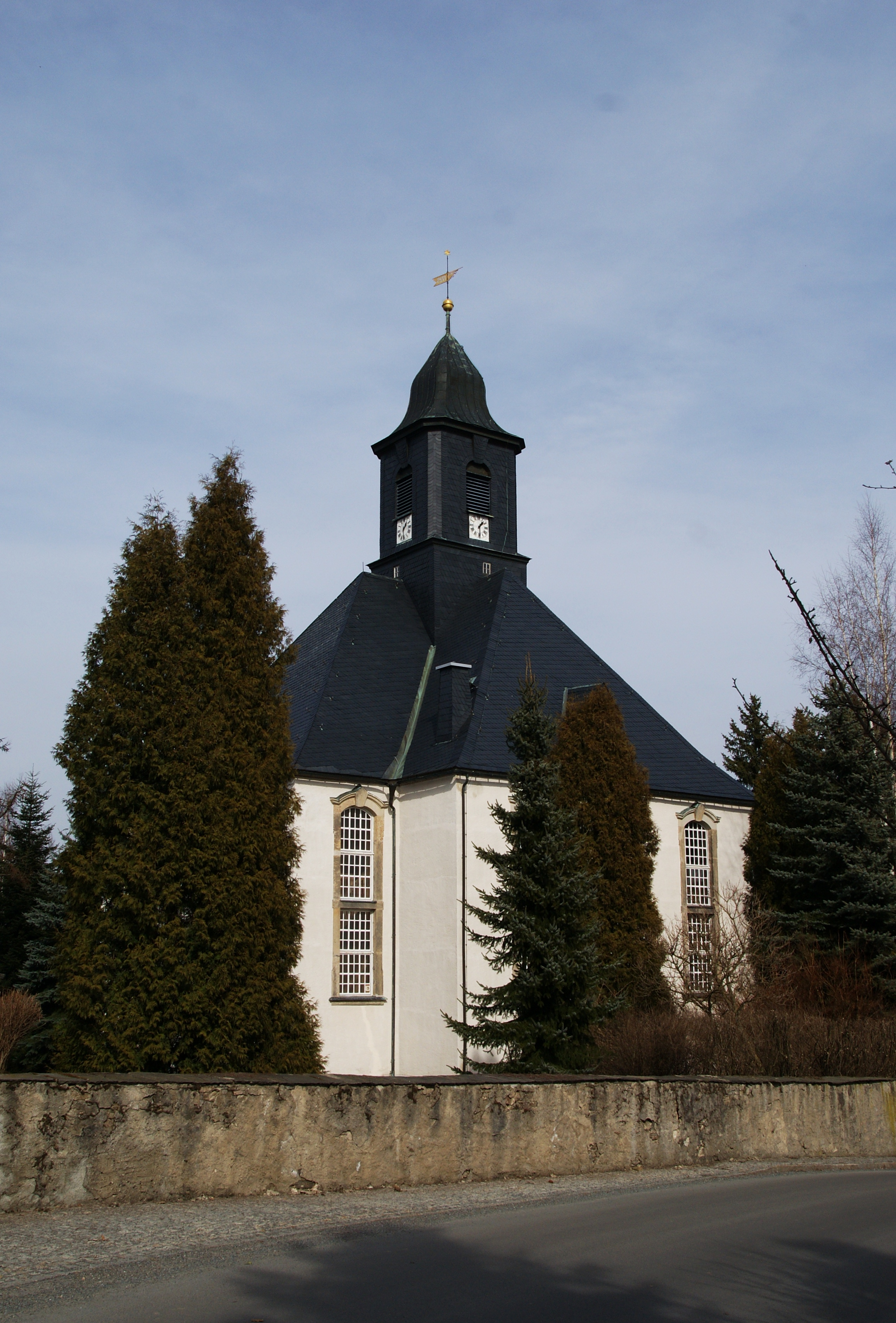
Forchheim: a falu temploma (Dorfkirche, 1719–1726)
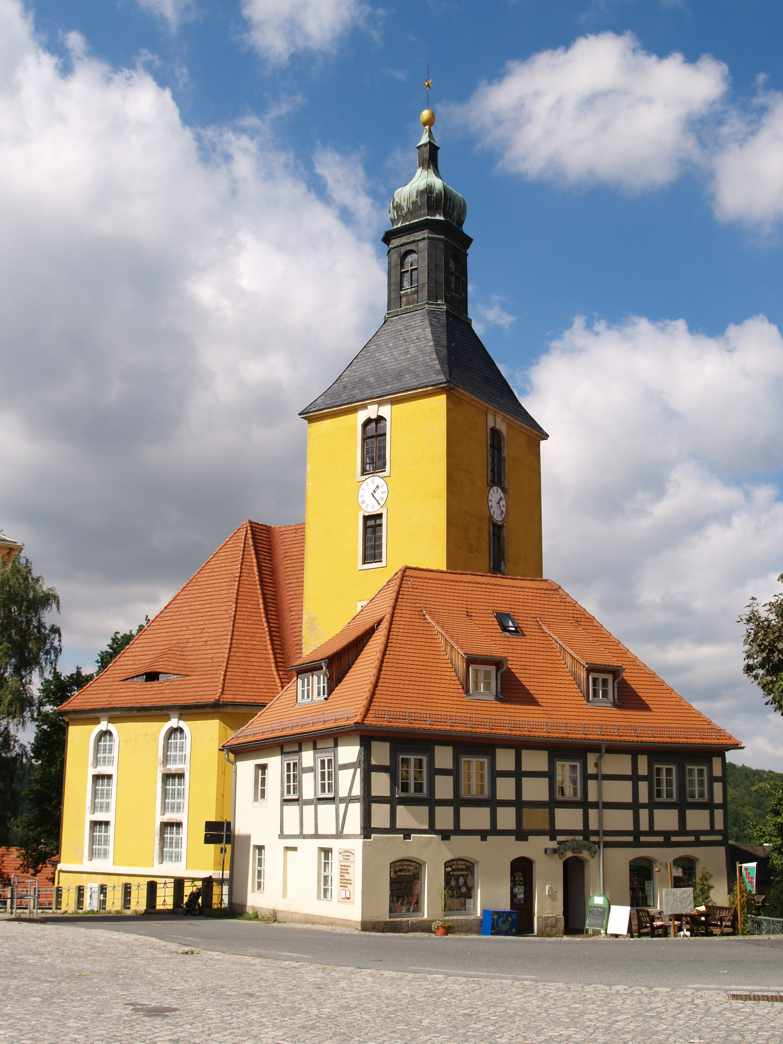
Hohnstein: Városi templom (Stadtkirche, 1724–1728)
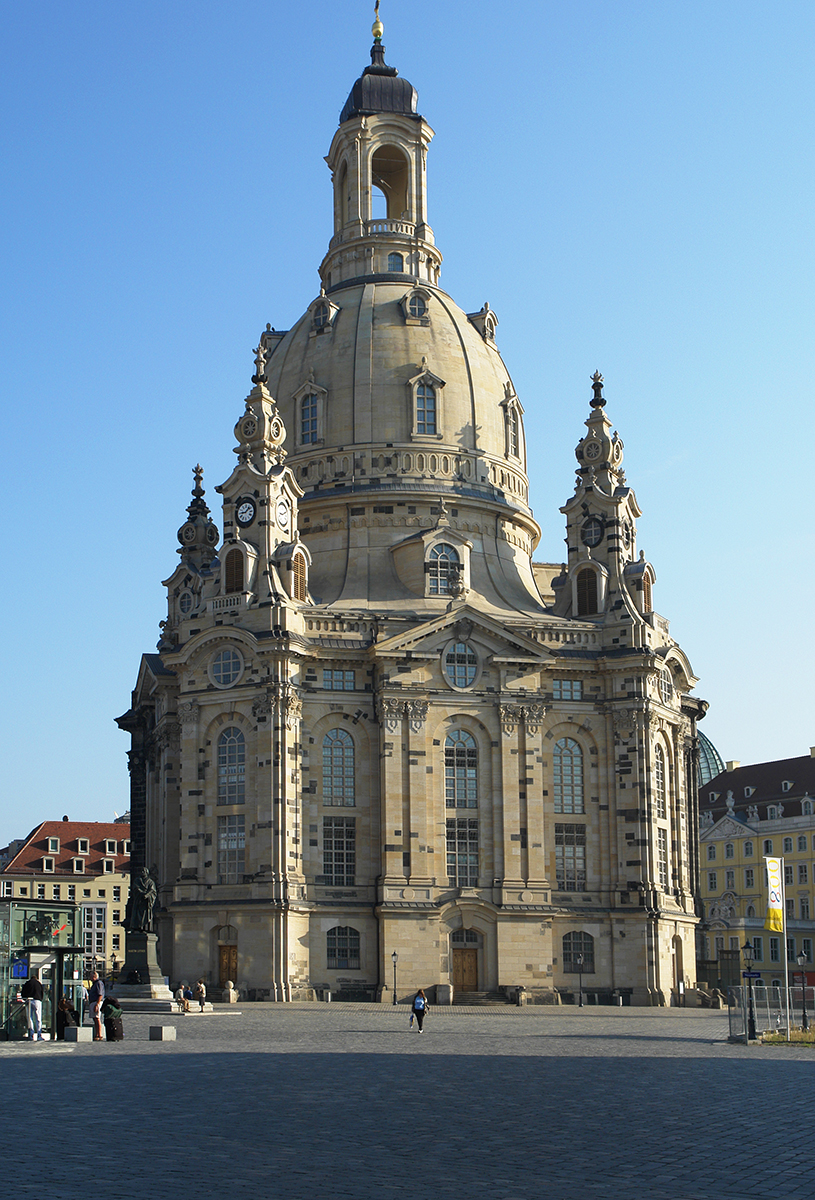
Drezda: Frauenkirche (1726–1743)
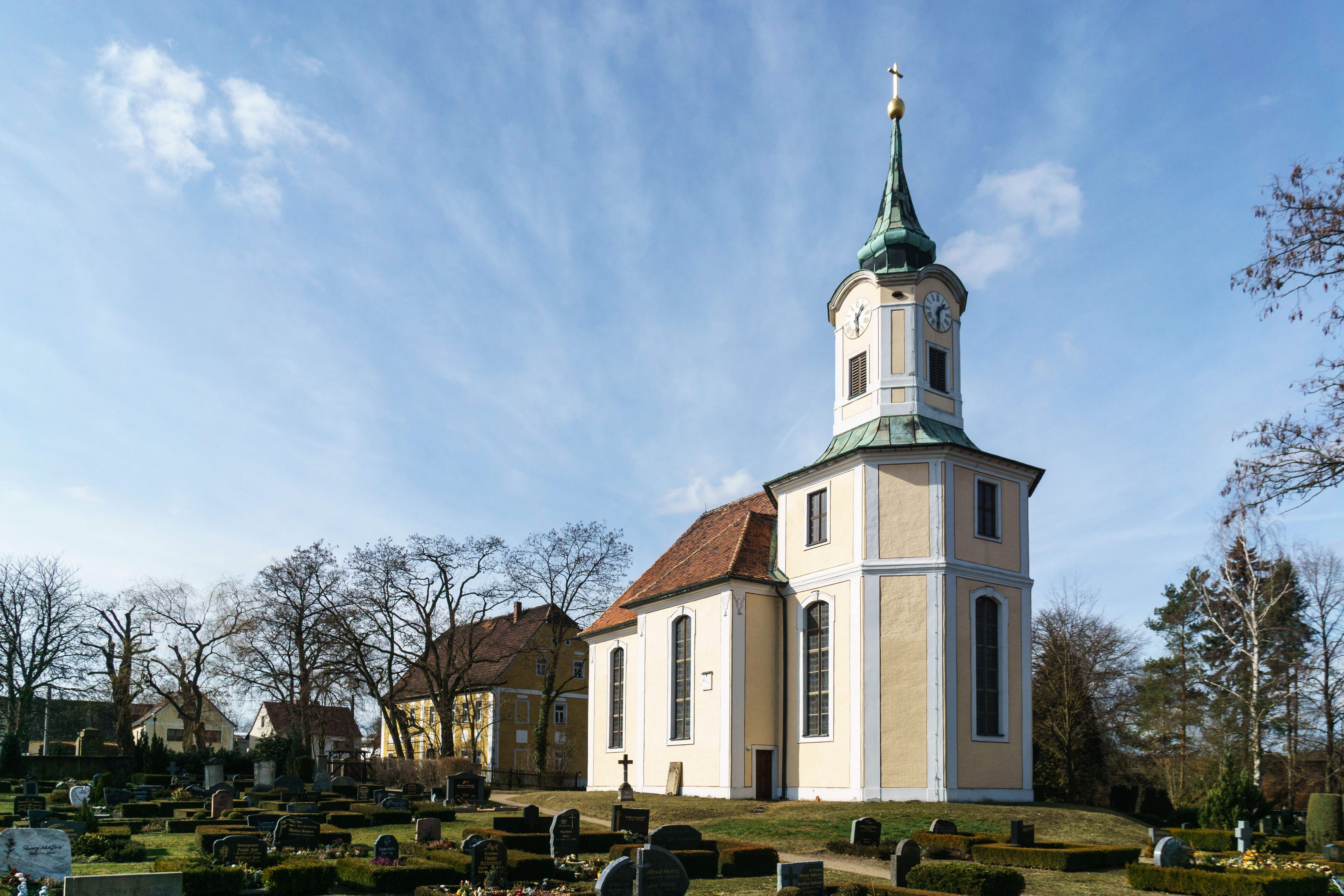
Schmannewitz:a falu temploma (Dorfkirche, 1731–1732)
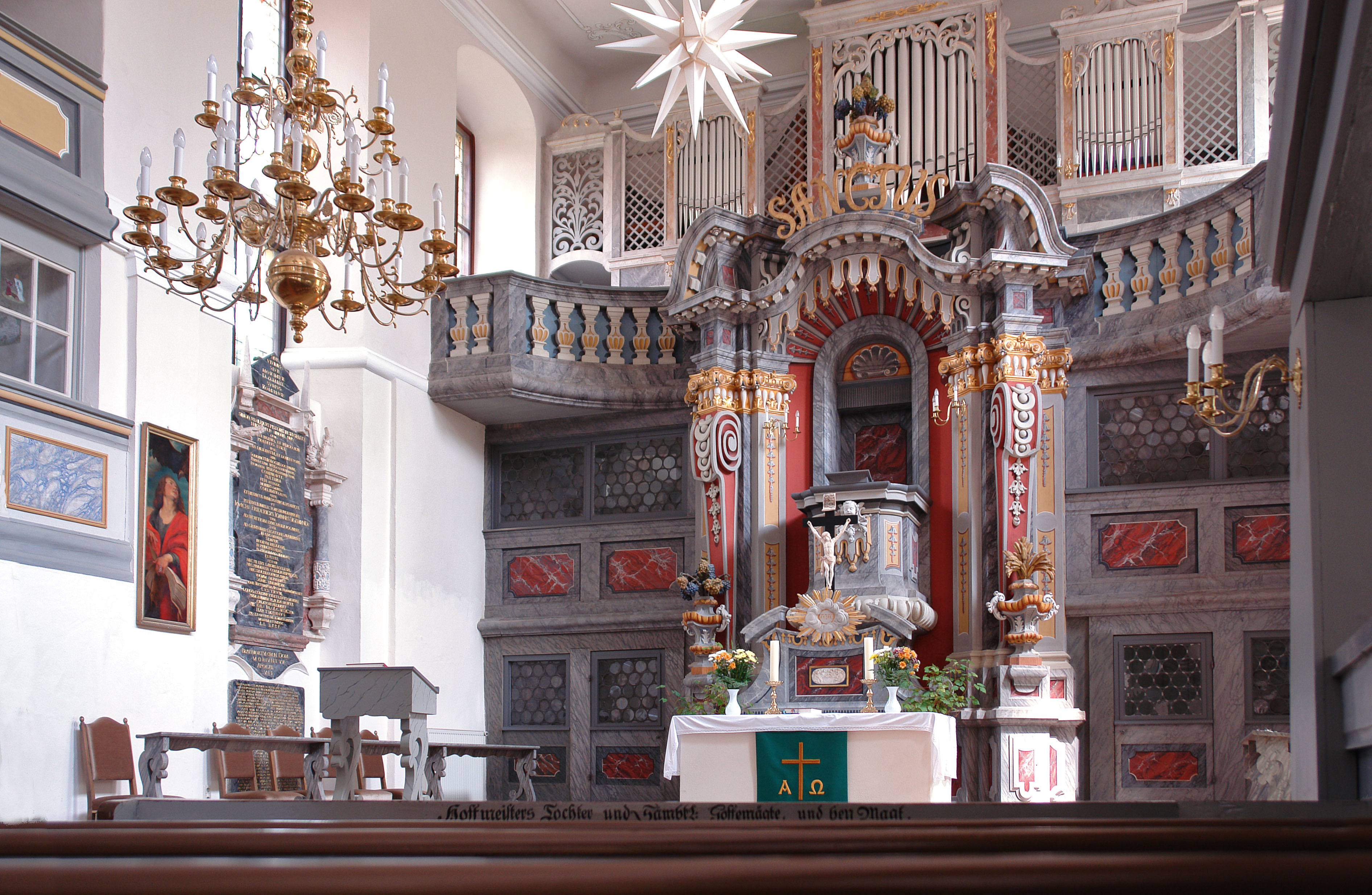
Seußlitz: A Schlosskirche oltára